# Fotbalový pohár Srbska a Černé Hory
Fotbalový pohár Srbska a Černé Hory (srbsky Kup Srbije i Crne Gore u fudbalu, srbskou cyrilicí Куп Србије и Црне Горе у фудбалу) byla fotbalová pohárová vyřazovací soutěž hraná v letech 2003–2006 v soustátí Srbsko a Černá Hora.
Do roku 2003 se hrál pohár Svazové republiky Jugoslávie, což byla federace Srbska a Černé Hory (srbský název Куп СР Југославије у фудбалу), jeho předchůdcem byl do roku 1992 Jugoslávský fotbalový pohár (pohár Socialistické federativní republiky Jugoslávie známý jako Pohár maršála Tita).
Soutěž se pořádala od roku 2003 poté, co Svazová republika Jugoslávie změnila 4. února 2003 název na Srbsko a Černá Hora. Formát soutěže se nezměnil, pohár trval až do rozpadu federace na dva samostatné státy Srbsko a Černou Horu v červnu 2006.
Prvním vítězem se v roce 2003 stal klub Sartid Smederevo, který později změnil název na původní FK Smederevo. Soutěž trvala jen 4 sezóny, ovládly ji srbské kluby, žádný černohorský se ani jednou nepropracoval do finále. Nejúspěšnějším klubem byla Crvena zvezda Bělehrad, která se během čtyř ročníků dostala vždy do finále, přičemž dvakrát jej vyhrála (2004, 2006) a dvakrát prohrála (2003, 2005).
Po vyhlášení nezávislosti Černé Hory v roce 2006 se v Srbsku začal hrát srbský fotbalový pohár a v Černé Hoře černohorský fotbalový pohár.

## Pohár Svazové republiky Jugoslávie
Přehled vítězů:
- 1992/93: Crvena zvezda Bělehrad
- 1993/94: Partizan Bělehrad
- 1994/95: Crvena zvezda Bělehrad
- 1995/96: Crvena zvezda Bělehrad
- 1996/97: Crvena zvezda Bělehrad
- 1997/98: Partizan Bělehrad
- 1998/99: Crvena zvezda Bělehrad
- 1999/00: Crvena zvezda Bělehrad
- 2000/01: Partizan Bělehrad
- 2001/02: Crvena zvezda Bělehrad

## Fotbalový pohár Srbska a Černé Hory
Přehled finálových zápasů.

Zdroj:
| Sezóna  | Vítěz                  | Výsledek        | Finalista                  |
| ------- | ---------------------- | --------------- | -------------------------- |
| 2002/03 | Sartid Smederevo       | 1 – 0 po prodl. | Crvena zvezda Bělehrad     |
| 2003/04 | Crvena zvezda Bělehrad | 1 – 0           | FK Budućnost Banatski Dvor |
| 2004/05 | FK Železnik            | 1 – 0           | Crvena zvezda Bělehrad     |
| 2005/06 | Crvena zvezda Bělehrad | 4 – 2 po prodl. | OFK Bělehrad               |

Vysvětlivky:
- po prodl. – výsledek po prodloužení